# Mercedes-Benz-Pkw

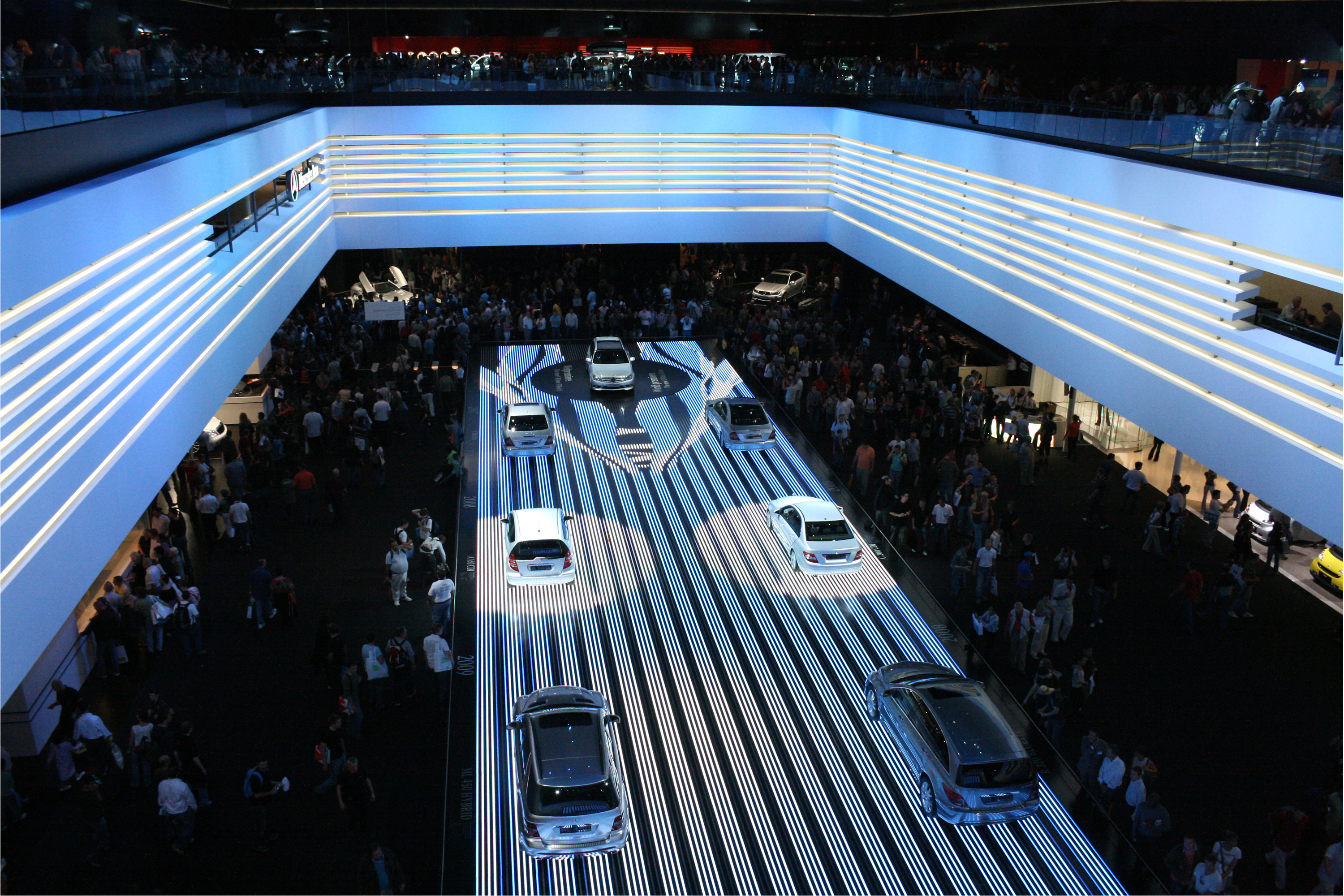
Mercedes-Benz auf der Pkw-IAA 2007 in Frankfurt

Die Mercedes-Benz-Pkw werden von der Mercedes-Benz AG, der Pkw- und Van-Tochter der Mercedes-Benz Group, hergestellt. Dieser Artikel beschreibt Personenkraftwagen, die unter der eingetragenen Handelsmarke Mercedes-Benz angeboten werden. Umgangssprachlich werden diese oft als „Mercedes“, „Daimler“ oder „Benz“ bezeichnet.

## Geschichte und Allgemeines
Der Name von Mercedes Benz entstand im Jahre 1926 nach dem Zusammenschluss der Firma Daimler-Motoren-Gesellschaft (Marke Mercedes) mit Benz & Cie. zur Daimler-Benz AG. Mercedes-Benz-Fahrzeuge waren meist im gehobenen Preissegment angesiedelt. An der Massenmotorisierung nach dem Zweiten Weltkrieg war die Marke (neben dem Einsatz als Taxi) nicht beteiligt, etablierte sich jedoch international in der gehobenen Mittel- und Oberklasse.
Erst mit dem 190er Ende 1982 und der A-Klasse 1997 wurde das Angebot nach unten erweitert. Beide Modelle sind in der jeweiligen Fahrzeugklasse jedoch im oberen Preissegment angesiedelt. Von Mitte der 1980er- (Baureihe 124) bis Ende der 2000er-Jahre litt das Renommee der Marke vermehrt unter Qualitätsproblemen, welche bei gravierenden Mängeln teilweise zu Rückrufaktionen führten.
Für die Entwicklung gibt es verschiedene Designstudios. Fahrwerk und Karosserie werden im Mercedes-Benz Technology Center des Werkes Sindelfingen entwickelt, wo mehrere hundert Entwickler und Designer tätig sind. In Japan, zwischen Tokio und Yokohama, befindet sich seit 1993 das Mercedes-Benz Advanced Design Center Japan, wo unter anderem der Maybach entwickelt wurde. Im Jahr 1998 wurde in Italien in der Nähe von Como das Advanced Design Studio eröffnet, das auf Interieurgestaltung spezialisiert ist.
Einige Designelemente wurden über viele Jahre beibehalten. So wurde um 1933 mit verschiedenen Modellen ein vertikal zweigeteilter, mit horizontalen Rippen gegliederter Kühlergrill mit dem Mercedesstern auf dem Deckel eingeführt, der bei vielen Modellen lange in unterschiedlich proportionierten Versionen beibehalten wurde (mit Ausnahme seltener Luxusmarken war Mercedes-Benz damit das letzte Unternehmen, das noch serienmäßig Kühlerfiguren einbaute) und heute bei der C-, E- und S-Klasse zu finden ist. 1954 wurde mit dem Flügeltüren-Sportwagen 300 SL ein Kühlergrill mit großem zentralem Mercedesstern und horizontalen Rippen zu beiden Seiten eingeführt, der zunächst den sportlichen Modellen vorbehalten war, ab ca. 2000 jedoch bei immer mehr Typen zu finden ist (wahlweise auch bei C- und E-Klasse). Mit dem SL-Coupé/Roadster von 1971 (R107/C107) wurden gerippte Rücklichter eingeführt, die bis Mitte der 2000er-Jahre an den meisten Modellen zu sehen waren.
Pkw-Neuzulassungen und Marktanteile in Deutschland
| Jahr | Einheiten | Marktanteil |
| ---- | --------- | ----------- |
| 2001 | 406.000   | 12,1 %      |
| 2002 | 388.545   | 11,9 %      |
| 2003 | 369.099   | 11,4 %      |
| 2004 | 360.425   | 11,0 %      |
| 2005 | 343.895   | 10,3 %      |
| 2006 | 342.768   | 09,9 %      |
| 2007 | 327.742   | 10,4 %      |
| 2008 | 327.965   | 10,6 %      |
| 2009 | 282.527   | 07,4 %      |
| 2010 | 281.240   | 09,6 %      |
| 2011 | 285.651   | 09,0 %      |
| 2012 | 283.006   | 09,2 %      |
| 2013 | 277.373   | 09,4 %      |
| 2014 | 272.566   | 09,0 %      |
| 2015 | 286.883   | 08,9 %      |
| 2016 | 311.286   | 09,3 %      |
| 2017 | 326.188   | 09,5 %      |
| 2018 | 319.163   | 09,3 %      |
| 2019 | 339.185   | 09,4 %      |
| 2020 | 303.185   | 10,4 %      |

Quelle: Kraftfahrtbundesamt (KBA)

## Bezeichnungen

### Interne Bezeichnungen
Während alle Fahrzeuge vor dem Zweiten Weltkrieg sowie auch die frühen Nachkriegstypen allein durch die Modellbezeichnung unterschieden werden konnten (ein 200 unterschied sich grundsätzlich vom 290 oder 320 usw.), war dies nach dem Krieg bald anders. Zwar waren sich alle 170 (V und D sowie S) ähnlich, unterschieden sich aber in baulichen Details.
Es wurde also eine weitere Unterscheidung nötig, die man bereits seit dem Zusammenschluss von Benz und Daimler im Jahr 1926 betrieb. Die interne Bezeichnung „W“ und eine nachfolgende Zahlenkombination war anfangs numerisch geordnet mit W 01, W 02 usw., wurde aber später unsystematisch. So ist beispielsweise der W 110 das Nachfolgemodell des W 120.
Seit 1946 werden alle Mercedes-Benz-Pkw-Modelle intern mit dreistelligen Baureihennummern versehen, denen ein Buchstabe vorangestellt wird. Diese Baureihennummern beschreiben eine bestimmte Modellreihe, enthalten im Gegensatz zu den Verkaufsbezeichnungen jedoch keine spezifischen Merkmale des Fahrzeuges.
Die Buchstaben vor der dreistelligen Nummer bedeuten:
- W = Wagen (Limousine), früher auch Coupé, Kombi oder Roadster
- S = Stationswagen (Kombi, T-Modell)[3][4]
- R = Roadster
- C = Coupé
- A = Autocabriolet (Cabriolet)
- V = Verlängerte Limousine
- F = Fahrgestell
- VF = Verlängertes Fahrgestell
- VV = Pullman-Limousine
- X und Z = Sonderaufbauten z. B. Geländewagen, Sport Utility Vehicle (SUV), Shooting Brake, Maybach
- T = Tourer
- N = Baureihe mit alternativem Antrieb

### Historie der Verkaufsbezeichnungen

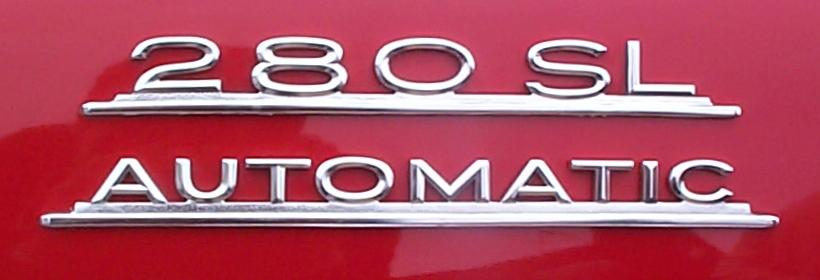
Typenschild einer Pagode: Sport-Leicht mit 2,8 l Hubraum und Automatikgetriebe

#### Zahlen in den Verkaufsbezeichnungen
Die Verkaufsbezeichnungen von Mercedes-Benz-PKW enthalten meist eine dreistellige Zahl der Form xx0. Früher stand diese Zahl mit wenigen Ausnahmen für ein Zehntel des ungefähren Hubraums in cm³ gemessen. Ein „Mercedes-Benz 200“, oft auch „200er“ oder „200er-Mercedes-Benz“ genannt, hat daher einen Motor mit etwa 2000 cm³ Hubraum. Heute gibt es meist nur wenig unterschiedliche Hubraumklassen, bei denen die dreistellige Zahl zur Unterscheidung der verschiedenen Leistungen genutzt wird.

#### Buchstaben in den Verkaufsbezeichnungen
Nachgestellt waren teilweise ein oder mehrere Großbuchstaben, die den Motor oder die Bauform genauer bezeichneten.
Beispiele:

##### Bezeichnungen für Motoren
- D = Dieselmotor
- E = Einspritzung (Ottomotor mit Saugrohreinspritzung oder Benzindirekteinspritzung)
- e = Elektroantrieb
- h = Hybridantrieb
- K = Kompressor (SSK), bei neueren Modellen auch ausgeschrieben „Kompressor“ oder „KOMPRESSOR“
- CDI = Common Rail Direct Injection (Dieselmotor mit Common-Rail-Einspritzung)
- CGI = Stratified Charged Gasoline Injection (Ottomotor mit Benzindirekteinspritzung)
- NGD = Natural Gas Drive (Antrieb mit komprimiertem Erdgas (CNG))
- NGT = Natural Gas Technology (Antrieb mit komprimiertem Erdgas (CNG))

##### Bezeichnungen für Bauformen
- C = Coupé
- T = T-Modell, (Transport & Touristik) (Kombi)

##### Weitere Varianten
- L = verlängerter Radstand
- S = S-Klasse (ursprünglich Sonder-Klasse)
- SL = Sport-Leicht
- SLC = Sport-Leicht-Coupé
- SLK = Sport-Leicht-Kurz
- SLR = Sport-Leicht-Rennsport
- SLS = Sport-Leicht-Super

#### Beispiele
Ein Modell mit 3,0 Litern Hubraum und Einspritzmotor der Modellreihe W 124 wurde als 300 E bezeichnet, ein gleich motorisiertes Modell des W 126 (S-Klasse) mit 300 SE. Ein Exportmodell des W 126 für den US-Markt, bei dem ein Dieselmotor eingesetzt wurde, trug die Bezeichnung 300 SD. Ein 300 SEL war also ein Fahrzeug mit 3,0 Litern Hubraum (300) der S-Klasse (S) mit Einspritzmotor (E) und verlängertem Radstand (L).

#### Sonderfälle

##### Hubraumangaben
Ausnahmen von der Regel gab es vereinzelt für Modelle mit größeren Motoren. Sie trugen die Bezeichnung des kleineren Modells mit nachgestelltem Hubraum in Litern, Beispiel: 240 D 3.0 stand für einen W 115 mit einem Dieselmotor mit 3,0 Litern Hubraum. Unter der Bezeichnung 300 D wäre das besagte Modell numerisch größer als das Oberklasse-Modell 280 SE. Diese Praxis wurde bis Ende der 1980er-Jahre angewandt, um Überlappungen der Hubraumangabe in der dreistelligen numerischen Modellbezeichnung bei den einzelnen Fahrzeugklassen zu vermeiden. So gab es auch bei der Baureihe W 111 das Modell 280 SE mit einem 3,5-Liter-V8-Motor und beim W 109 den 300 SEL mit demselben Aggregat und sogar noch eine größere Variante, den 6.3. Die Fahrzeuge hießen also folgerichtig 280 SE 3.5, 300 SEL 3.5 oder 300 SEL 6.3. Dasselbe galt für den 450 SEL 6.9 und den 600.
Die Baureihe W 110 verfügte zunächst über einen 190 und einen 190 D, obgleich ersterer tatsächlich ca. 1,9 Liter Hubraum hatte, letzterer aber knapp 2,0 Liter. Jedoch befürchtete man einen Prestigeverlust für den 190 mit Benzinmotor, wenn er einen 200 D mit Dieselmotor an die Seite gestellt bekommen hätte, was nach der Methodik der Verkaufsbezeichnung eigentlich richtig gewesen wäre. Daher wurde die Bezeichnung des Diesel nach unten korrigiert.
Bei der Markteinführung des W 201 im Jahr 1982 wurde dieser als Mercedes-Benz 190 vorgestellt, obwohl er mit dem gleichen Hubraum (1997 cm³, also 2,0 Liter) wie der Mercedes-Benz 200 (Baureihe 123) ausgestattet war. Die Bezeichnungen Mercedes-Benz 190 (Vergasermotor) und Mercedes-Benz 190 E (Einspritzmotor) wurden gewählt, um eine Abgrenzung dieser neu eingeführten Mittelklasse zur oberen Mittelklasse zu gewährleisten. 1985 erhielten dann mit der Einführung neuer Motoren alle neuen Mercedes-190-Modelle eine Bezeichnung mit nachgestelltem Hubraum (190 E 1.8, 190 E 2.0, 190 E 2.3, 190 E 2.6, 190 D 2.5, 190 E 2.3-16 und 190 E 2.5-16), wobei bei den Modellen 190 E 2.3-16 und 190 E 2.5-16 die nachgestellte16 für die Motoren mit 16 Ventilen stand.

##### Motorbauarten
Für einige Modelle wurden auch Turbodiesel-Motoren angeboten, so zum Beispiel bei der Baureihe 123 des Typs 300 TD Turbodiesel. Bei diesen Fahrzeugen wurde die Zusatzbezeichnung „Turbodiesel“ auch beim Modellschriftzug am Fahrzeugheck ausgeschrieben, wobei der Turbodiesel-Schriftzug rechts an der Heckklappe angebracht wurde. Bei einem 300 TD bedeutet daher der Zusatz TD nicht, wie oft üblich „Turbodiesel“, sondern T-Modell (T) mit Dieselmotor (D).

### Heutige Bezeichnungen

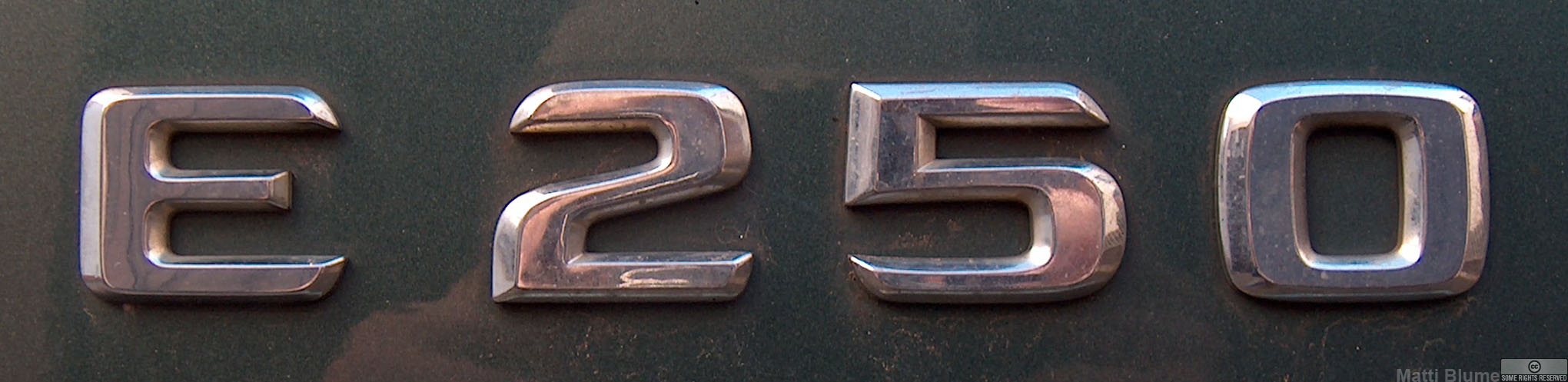
Bei den heutigen Bezeichnungen ist die Klasse vorangestellt

1993 wurden neue Modellbezeichnungen eingeführt. Damit wurde eine Unterteilung der einzelnen Modellreihen in Klassen begründet. Erstes Modell war die E-Klasse mit Bezeichnungen wie E 250 Diesel. Hierbei wird zuerst die Klasse, dann der Hubraum und zuletzt ein eventueller Zusatz wie „L“ für Langversion oder „Diesel“ (später „CDI“) für Diesel genannt. Diese Bezeichnungen gelten derzeit noch. Die Hubraumbezeichnungen stimmen bei wenigen Modellen nur noch mit einer Variante des Motors überein, da aus Kostengründen gleiche Motorblöcke für unterschiedlich starke Motoren verwendet werden. Beispielsweise haben die Modelle 200 CDI und 220 CDI in allen Klassen den gleichen Motorblock mit 2148 cm³. Modelle mit der Bezeichnung „240“ haben seit dem Jahr 2000 2597 cm³ Hubraum.
Der aktuelle Benzinmotor mit der Bezeichnung 500 besitzt eigentlich einen Hubraum von fast 5,5 Litern, weswegen Autos mit diesem Motor in den USA auch als „550“ verkauft werden. Die 63-AMG-Modelle haben 6,2 bzw. 5,5 oder 4,0 Liter Hubraum, und auch der S 600 besitzt „nur“ einen 5,5-Liter-V12-Motor.
Der Begriff S-Klasse ist hierbei eine Ausnahme und fand schon viele Jahre vor der Einführung dieser Klassenbezeichnungen Verwendung, allerdings nicht in Form der Verkaufsbezeichnungen neuerer Modelle seit den 1990er-Jahren. Eine andere Ausnahme im weiteren Sinn ist die heute sogenannte G-Klasse, die zuvor lange Jahre als „G-Modell“ bezeichnet wurde.
Im Sommer 2009 trat eine neue Nomenklatur in Kraft, die besagt, dass es unterhalb des 220 CDIs in 20er-Schritten abwärtsgeht. So wurde der (A) 170 in (A) 180 umbenannt. Oberhalb des 250 CDI/CGI wird die Klatur in 50er-Schritten fortgeführt. Der (S) 320 CDI und (S) 420 CDI wurden zu (S) 350 CDI bzw. (S) 450 CDI. Außerdem wurde der (C) 280 in (C) 300 umbenannt.
Da die Verkaufsbezeichnungen meist keine Zuordnung zum Baujahr zulassen, werden zur Bezeichnung der jeweiligen Baureihe auch von Außenstehenden häufig die internen Bezeichnungen verwendet.

### Klassenbezeichnungen
Seit Frühjahr 1993 werden die Baureihen in Klassenbezeichnungen eingeteilt:

#### Limousinen (inklusive Schrägheck und T-Modelle)
- Mercedes-Benz A-Klasse
- Mercedes-Benz C-Klasse (auch als T-Modell erhältlich)
- Mercedes-Benz E-Klasse (auch als T-Modell erhältlich)
- Mercedes-Benz S-Klasse (auch mit verlängertem Radstand erhältlich)

#### Coupés/Cabrios
- Mercedes-Benz C-Klasse Coupé
- Mercedes-Benz CLA (basierend auf A-Klasse der Baureihe 176, auch als fünftüriger Shooting Brake erhältlich)
- Mercedes-Benz CLC (basierend auf C-Klasse der Baureihe 203)
- Mercedes-Benz CLE (zwischen C- und E-Klasse positioniert, auch als Cabriolet erhältlich)
- Mercedes-Benz CLK (basierend auf C-Klasse, auch als Cabriolet erhältlich)
- Mercedes-Benz E-Klasse Coupé (technisch basierend auf C- und E-Klasse, auch als Cabrio erhältlich)
- Mercedes-Benz CL-Klasse (basierend auf S-Klasse, bis 2013, danach S-Klasse Coupé)
- Mercedes-Benz CLS (viertüriges Coupé, auch als fünftüriger Shooting Brake erhältlich, bis 2016)
- Mercedes-Benz S-Klasse Coupé
- Mercedes-Benz SL
- Mercedes-Benz SLC
- Mercedes-Benz SLK
- Mercedes-Benz SLR McLaren (Supersportwagen, auch als Roadster erhältlich)
- Mercedes-Benz SLS AMG (Coupé mit Flügeltüren, auch als Roadster erhältlich)

#### Geländewagen/SUV/Pick-ups
- Mercedes-Benz G-Klasse
- Mercedes-Benz GLA (basierend auf A-Klasse der Baureihe 176)
- Mercedes-Benz GLB (basierend auf A-Klasse der Baureihe 177)
- Mercedes-Benz GLC
- Mercedes-Benz GLK
- Mercedes-Benz GLE
- Mercedes-Benz M-Klasse (bis 2015; als ML xxx angeboten)
- Mercedes-Benz GLS
- Mercedes-Benz GL (bis 2015)
- Mercedes-Benz X-Klasse

#### Großraum-Limousinen/Kleinbusse/Vans/Hochdachkombis
- Mercedes-Benz B-Klasse
- Mercedes-Benz R-Klasse
- Mercedes-Benz V-Klasse
- Mercedes-Benz Vaneo
- Mercedes-Benz Viano (bis 2014)

### Neue Klassenbezeichnungen
Beginnend mit den Neuvorstellungen 2015 führte Daimler eine neue Nomenklatur ein. Die Umstellung sollte bis 2020 abgeschlossen sein.

### Schlüsselnummern
PKW von Mercedes-Benz sind beim Kraftfahrt-Bundesamt unter den Herstellerschlüsselnummern 0009, 0708 bis 0710, 0999, 1313, 1414, 2222, 6019 oder 7605 zugelassen.

## Produktlinien
| Bauzeit Produzierte Fahrzeuge                  | Baureihe              | Anmerkung | Bild |
| Kompaktklasse                                  |                       | |      |
| 1997–2004 ca. 1.100.000 Stück                  | W 168 V 168           | Das erste Mercedes-Benz-Modell der Kompaktklasse, als A-Klasse bekannt. Probleme bei der Einführung durch das Ergebnis des so genannten Elchtestes. |      |
| 2004–2012 ca. 1.050.000 Stück                  | W 169 C 169           | Nachfolgemodell der Baureihe 168, erstmals als Dreitürer lieferbar, der 2010 jedoch aufgrund Erfolglosigkeit eingestellt worden ist. |      |
| 2012–2018                                      | W 176                 | Dritte Generation der A-Klasse mit radikal verändertem Konzept. |      |
| 2013–2019                                      | C 117 X 117           | „Viertüriges Coupé“ auf Basis der A-Klasse. Seit 2015 auch als Shooting Brake. |      |
| seit 2018                                      | W 177                 | Vierte Generation der A-Klasse. |      |
| seit 2019                                      | C 118 X 118           | Zweite Generation des CLA. Auch wieder als Shooting Brake erhältlich. |      |
| seit 2025                                      | C 174 C 178           | Dritte CLA-Generation, nun auch als Elektroauto. |      |
| Mittelklasse                                   |                       | |      |
| 1982–1993 1.879.629 Stück                      | W 201                 | Bekannt als „190er-Mercedes“, wurde noch während der Bauzeit der Baureihe 123 unterhalb dieser Baureihe als Mittelklassefahrzeug vorgestellt. Wird umgangssprachlich auch Babybenz genannt. Ein Cabrio-Prototyp ging nicht in Serie. |      |
| 1993–2000 1.870.021 Stück                      | W 202 S 202           | Unter der Bezeichnung C-Klasse vorgestelltes Nachfolgemodell des „190er-Mercedes“ (W 201). Erstmals auch als T-Modell (Kombi) lieferbar. |      |
| 2000–2007 ca. 2.000.000 Stück                  | W 203 S 203           | C-Klasse Modell. Das Nachfolgemodell der Baureihe 202. Auch als T-Modell (Kombi) oder Sportcoupé erhältlich. |      |
| 2007–2014                                      | W 204 S 204           | Das Nachfolgemodell der Baureihe 203. Seit Dezember 2007 auch als T-Modell (Kombi) erhältlich. 2011 wurde die Baureihe überarbeitet. |      |
| 2014–2021                                      | W 205 S 205           | Ab März 2014 löst die Baureihe 205 zuallererst als Stufenhecklimousine die Baureihe 204 ab. Erstmals ist eine C-Klasse auch mit der Luftfederung Airmatic erhältlich. Als erster Mercedes-Benz überhaupt erhält die Baureihe 205 ein Head-Up-Display sowie ein Touchpad. |      |
| seit 2021                                      | W 206 S 206           | Das Nachfolgemodell der Baureihe 205 wurde im Februar 2021 vorgestellt. |      |
| Mittelklasse -Coupé                            |                       | |      |
| 2000–2011 ca. 370.000 Stück                    | CL 203                | Sportcoupé der C-Klasse. Ab Mitte 2008 lief er unter dem eigenen Namen als CLC-Klasse. Anfang Februar 2011 wurde die Produktion beendet. |      |
| 2011–2015                                      | C 204                 | Als Nachfolger des CL 203 kam Anfang Juni 2011 das C-Klasse Coupé (C 204) auf den Markt. Es füllt die Lücke, die durch die Höherpositionierung des E-Klasse-Coupés gegenüber dem CLK entstanden ist. |      |
| 2015–2023                                      | C 205                 | Nachfolger des C 204. |      |
| Obere Mittelklasse                             |                       | |      |
| 1946–1955                                      | W 136                 | Die Nachkriegsbaureihe auf Basis des in den 1930er-Jahren entwickelten 170er (W 15). |      |
| 1953–1962                                      | W 120 W 121           | Das erste kleine Nachkriegsmodell wurde wegen seiner runden Formen „Ponton“ genannt. |      |
| 1961–1968 628.348 Stück                        | W 110                 | Bekannt als „Kleine Heckflosse“ mit einfachen runden Scheinwerfern und kürzerem Vorbau als der W 111 |      |
| 1968–1976 1.919.056 Stück                      | W 114 W 115           | Der „Strichacht“ war das letzte Modell mit hohen rechteckigen Scheinwerfern. Laut Spiegel war er das „maßgeschneiderte Vehikel für die ländliche Bevölkerung, die im gemächlichen Rhythmus der Fruchtfolge lebte und mit tannengrünen Gummistiefeln im tannengrünen Mercedes-Benz 200 D durch die Fluren zockelte“. Erstmals auch als Coupé erhältlich. |      |
| 1975–1986 2.696.914 Stück                      | W 123 S 123           | Gilt unter Liebhabern als letzter „Chrombenz“ mit legendärer Zuverlässigkeit. Breitbandscheinwerfer zuerst mit runden, beim Topmodell (280 E) und später bei allen Modellen mit rechteckigen Reflektoren. Erstmals auch als Kombi (T-Modell, seit 1977) und weiterhin als Coupé erhältlich. War das meistgebaute Mercedes-Benz-Fahrzeug überhaupt. |      |
| 1984–1996 2.583.470 Stück                      | W 124 S 124           | Gehörte zu den Fahrzeugen mit der besten Aerodynamik seiner Zeit. Anfängliche Qualitätsmängel führten zu Protestaktionen des fast ausschließlich Mercedes-fahrenden Taxigewerbes. Durch Umstellung der Modellbezeichnung 1993 oft als erste E-Klasse bezeichnet. Neben der Coupé- (C 124) und Kombivariante erstmals auch als viersitziges Cabrio (A 124) lieferbar. |      |
| 1995–2003 1.653.437 Stück                      | W 210 S 210           | Erste offiziell vorgestellte E-Klasse. Erstmals wurden runde Doppelscheinwerfer anstatt der üblichen Breitbandscheinwerfer vorgestellt. Von der Fachpresse kritisiert wurden Rostprobleme an tragenden Teilen, den oberen Türrahmen und Unzuverlässigkeiten der Elektronik, die den Markenansprüchen nicht gerecht wurden. Nicht mehr als Coupé und Cabrio lieferbar (siehe aber CLK). |      |
| 2002–2009 ca. 1.500.000 Stück                  | W 211 S 211           | Nachfolgemodell der Baureihe 210 mit ovalen Scheinwerfern und modernisierter Karosserie. Komplette Neugestaltung des Armaturenbretts und der Anordnung der Bedienteile. Durch hohen Anteil an digitaler Elektronik gab es in der Einführungsphase Rückrufe. Die Elektronik wurde nach dem Facelift im Juni 2006 wieder verringert. |      |
| 2009–2016                                      | W 212 S 212           | Nachfolger der Baureihe 211 und stellt die vierte Generation der E-Klasse dar. Das Design ist nun kantiger und soll wieder an das Design der früheren Generationen anknüpfen. Das „Vieraugengesicht“ ist erhalten geblieben. Das Cockpit wurde komplett umgestaltet und die Anordnung der Bedienteile verändert. Erstmals in der E-Klasse: Die Bedienung über einen zentralen Drück- und Drehknopf. Mit der Modellpflege im April 2013 entfällt das „Vieraugengesicht“ sowie der „Ponton-Hüftschwung“. |      |
| 2016–2023                                      | W 213 S 213           | Die 2016 erschienene Generation der E-Klasse wurde im Vorhinein in ähnlichem Design wie die S-Klasse (Baureihe 222) und die C-Klasse (Baureihe 205) erwartet. Das Design ist nach der glatten, scharfkantigen und geradlinigeren Vorgängerbaureihe 212 der E-Klasse runder und geschwungener ausgefallen. In der Baureihe 213 kommt, wie in der C- und der S-Klasse, Daimlers modulare MRA-Plattform zum Einsatz. |      |
| seit 2022                                      | V 295                 | Unterhalb des EQS positioniert ist der EQE, der im September 2021 auf der IAA präsentiert wurde. |      |
| seit 2023                                      | W 214 S 214           | Im April 2023 debütierte die Baureihe 214 als neue E-Klasse-Generation. |      |
| Obere Mittelklasse -Coupé/Cabriolet            |                       | |      |
| 1968–1976                                      | W 114 C               | Coupé-Version des W 114. |      |
| 1977–1985                                      | C 123                 | Coupé-Version des W 123. Nachfolger des C 114. |      |
| 1987–1997                                      | C 124 A 124           | Coupé (C 124) auf Basis der E-Klasse (Baureihe 124), welches zwischen März 1987 und Ende 1996 entstand. Im September 1991 erschien auch ein Cabrio (A 124), das bis Juni 1997 produziert wurde. |      |
| 1997–2003                                      | C 208 A 208           | Das CLK Coupé teilte sich die Plattform mit der C-Klasse (Baureihe 202), aber erhielt eine optische Anpassung an die Baureihe 210, hochwertigere Ausstattung und leistungsstärkere Motoren. Mitte 1998 folgte das Cabrio, das bis Frühjahr 2003 in Produktion war. |      |
| 2002–2010                                      | C 209 A 209           | Das Nachfolgemodell des C 208 bediente sich der Plattform der C-Klasse (Baureihe 203), lehnte sich auch hier optische an die Baureihe 211 an, bekam deren hochwertigere Ausstattung und leistungsstärkere Motoren. Ab Frühjahr 2003 war auch wieder ein Cabrio lieferbar, dessen Fertigung erst mit Erscheinen des A 207 im Frühjahr 2010 beendet wurde. |      |
| 2009–2017                                      | C 207 A 207           | Nachfolgemodell des C 209 teilt sich die Plattform mit der C-Klasse (Baureihe 204), aber optische Anpassung an die Baureihe 212, hochwertigere Ausstattung und leistungsstärkere Motoren. Erstmals nach fast 13 Jahren gab es ab März 2010 nun wieder ein E-Klasse Cabrio. Im Mai 2013 wurde die Baureihe 207 überarbeitet. |      |
| 2016–2023                                      | C 238 A 238           | Nachfolgemodell der Baureihe 207. |      |
| seit 2023                                      | C 236 A 236           | Ersetzt die zweitürigen Varianten von C- und E-Klasse. Wird als CLE vermarktet. |      |
| Oberklasse                                     |                       | |      |
| 1949–1955                                      | W 191                 | Mercedes-Benz 170 S: Die Nobelversion des Typen 170 V (W 136) war die erste S-Klasse |      |
| 1951–1955                                      | W 187                 | Mercedes-Benz 220, erster Sechszylinder nach dem Zweiten Weltkrieg |      |
| 1954–1960                                      | W 105 W 180 W 128     | Großer „Ponton“ |      |
| 1959–1971                                      | W 111 W 112           | Die „große Heckflosse“ unterschied sich von der kleinen äußerlich durch einen anderen Vorderbau und doppelte Stoßstangen hinten. Hinzu kam die Coupé- und die Cabrio-Variante, bei denen die Heckflossen nur angedeutet waren. Cabrio-Modelle des Typs W 111 sind bereits seit Jahren gesuchte Sammlerobjekte mit rasant steigenden Preisen. Viele Coupes wurden deshalb auf Cabrio umgebaut, ohne jedoch die notwendigen Versteifungen zu besitzen. |      |
| 1965–1972                                      | W 108 W 109           | Ein Faceliftmodell des W 111 ohne Heckflossen, mit zeitlicher Überschneidung angeboten. Hatte erstmals vier Scheibenbremsen. Das Modell 300 SEL 6,3 diente als Grundlage für das erste Rennfahrzeug von AMG. |      |
| 1972–1980 473.035 Stück                        | W 116 V 116           | Erste S-Klasse mit Breitbandscheinwerfern, bulligem Auftritt und sehr viel Chrom. War als Topmodell 450 SEL 6,9 mit einem V8-Motor mit fast sieben Liter Hubraum und hydraulischem Fahrwerk erhältlich. Ab 1978 erstmals mit ABS lieferbar. |      |
| 1979–1991 818.036 Stück                        | W 126 V 126           | Zweite S-Klasse, erstmals mit Kunststoffstoßstangen und seitlicher Kunststoffbeplankung (nach dem Designer Bruno Sacco auch Sacco-Bretter genannt) ausgestattet. Unter der Verkaufsbezeichnung SEC auch als Coupé erhältlich. Erstes mit Airbag lieferbares Fahrzeug überhaupt. |      |
| 1991–1998 406.532 Stück                        | W 140 V 140           | „Riesenbaby“ oder „Dickschiff“ oder „S-Tonne“. Die voluminöse Optik stieß nicht überall auf Gegenliebe und führte zu Markteinbußen gegenüber dem Konkurrenzmodell BMW 7er. Das Leergewicht von zwei Tonnen wurde wegen der Gefahr bei Unfällen mit deutlich leichteren PKW kritisiert. In der ersten Serie mit ausfahrbaren Peilstäben in den hinteren Kotflügeln ausgestattet, um das Fahrzeugheck beim Einparken einschätzen zu können. |      |
| 1998–2005 ca. 485.000 Stück                    | W 220 V 220           | Erste S-Klasse ohne Breitbandscheinwerfer, mit wesentlich schlankerem Erscheinungsbild als beim Vorgänger. Neue Entwicklungen wie Abstandsradar Distronic und Keyless Go lieferbar. |      |
| 2004–2010 ca. 170.000 Stück                    | C 219                 | Als erste CLS-Klasse bekannt, zwischen E-Klasse und S-Klasse positioniert. Wird wegen des Erscheinungsbildes widersprüchlich auch als viertüriges Coupé bezeichnet. |      |
| 2005–2013                                      | W 221 V 221           | S-Klasse mit Designelementen des Maybach. Diese Baureihe verfügt über eine umfangreiche Weiterentwicklung des beim Vorgänger eingeführten Sicherheitssystems Pre-Safe. |      |
| 2011–2018                                      | C 218 X 218           | Zweite Generation der CLS-Klasse und Nachfolger des C 219. Die technische Basis bildet die Baureihe 212. Seit Oktober 2012 auch als fünftüriger Sport-Kombi (Shooting Brake) erhältlich. |      |
| 2013–2020                                      | W 222 V 222 X 222     | S-Klasse: Nachfolgemodell der Baureihe 221, erstmals auch in einer extralangen Version (X 222) als Ersatz für die nicht mehr produzierten Maybach-Limousinen. |      |
| 2018–2023                                      | C 257                 | Dritte Generation der CLS-Klasse. Nicht mehr als Shooting Brake erhältlich. |      |
| seit 2018                                      | X 290                 | Viertürige Sportlimousine |      |
| seit 2020                                      | W 223 V 223           | S-Klasse: Nachfolgemodell der Baureihe 222. Erstmals mit Allradlenkung erhältlich. |      |
| seit 2021                                      | V 297                 | Das erste batterieelektrisch angetriebene Modell auf Basis der Modularen Elektro-Architektur (MEA) ist der EQS. |      |
| Oberklasse Coupé                               |                       | |      |
| 1952–1958                                      | W 188                 | Mercedes-Benz 300 S / 300 Sc, Coupé und Cabriolet des von 1952 bis 1962 gebauten Limousinen W 186 und W 189 |      |
| 1956–1960 3429 (220 S) und 1942 (220 SE) Stück | W 180 C W 128 C       | |      |
| 1961–1971 35.931 Stück                         | W 111 C W 112 C       | Coupé der von 1959 bis 1967 gebauten S-Klasse der Baureihen W 111 und W 112, sowie ihrer bis 1971 gebauten Nachfolger W 108 |      |
| 1971–1981 ca. 63.000 Stück                     | C 107                 | Coupé der von 1971 bis 1989 gebauten SL-Klasse der Baureihe 107 mit der Bezeichnung SLC. |      |
| 1981–1991 74.060 Stück                         | C 126                 | Coupé der von 1979 bis 1991 gebauten S-Klasse der Baureihe 126 mit der Bezeichnung SEC. |      |
| 1992–1998 26.022 Stück                         | C 140                 | Coupé der als „Riesenbaby“ oder „Dickschiff“ bezeichneten S-Klasse des Typs 140. Zuerst wie das Vorgängermodell auch als SEC bezeichnet und ab 1996 umbenannt in die Modellbezeichnung CL, zwischenzeitlich S 420/500/600 C. |      |
| 1999–2006 47.000 Stück                         | C 215                 | Zweite CL-Klasse als Coupé auf Basis der Baureihe 220. Mit runden Doppelscheinwerfern ausgestattet, um auch im Frontbereich eine Differenzierung zur Limousine zu erreichen. |      |
| 2006–2013                                      | C 216                 | Coupé auf Basis der Baureihe 221. Modellpflege im Sommer 2010. |      |
| 2014–2020                                      | C 217                 | Coupé auf Basis der Baureihe 222. Eine Weltneuheit im Automobilbau ist die neue Kurvenneigetechnik des Magic Body Control Fahrwerks. |      |
| Sonderfahrzeuge der Oberklasse                 |                       | |      |
| 1951–1962                                      | W 186 W 189           | Ehemaliges Dienstfahrzeug von Konrad Adenauer, deshalb als „Adenauer“ bekannt. Einer Legende nach hat Konrad Adenauer dieses Fahrzeug als Dienstwagen ausgewählt, weil er dort einsteigen und sitzen konnte, ohne seinen Hut abnehmen zu müssen. |      |
| 1964–1981 2677 Stück                           | W 100                 | Aufgrund der Modellbezeichnung Mercedes-Benz 600 oft einfach „Sechshunderter“ genannt. Als Langversion auch unter der Bezeichnung Pullman bekannt. Ein Exemplar diente auch in Deutschland bis Ende der 1980er Jahre als Präsidentenfahrzeug und Fahrzeug für Gäste bei Staatsbesuchen mit dem Kennzeichen 0-1. |      |
| 2016–2020                                      | VV 222                | Oberhalb der normalen S-Klasse (W/V/X 222) angesiedelt. Wird unter anderem als Mercedes-Maybach S 600 Pullman vermarktet. |      |
| Roadster                                       |                       | |      |
| 1955–1963 25.881 Stück                         | W 121 B II            | Marktbezeichnung Mercedes-Benz 190 SL, bekannt geworden auch als Nitribitt-Mercedes |      |
| 1963–1971 48.912 Stück                         | W 113                 | Spitzname „Pagode“, wegen des mittig niedrigeren Hardtops. Die Scheinwerfer stehen noch senkrecht. |      |
| 1971–1989 300.165 Stück                        | R 107                 | Erster „Mercedes-Benz SL“ mit breiten, eckigen Scheinwerfern. War sowohl als Roadster mit mitgeliefertem Hardtop (SL), als auch als Coupé mit verlängertem Radstand (SLC) erhältlich. Der meistgebaute SL. |      |
| 1989–2001 204.940 Stück                        | R 129                 | Nachfolgemodell des fast 20 Jahre lang gebauten R 107. Wesentlich aerodynamischere Karosserie als beim Vorgängermodell. Zeigt viele technische Gemeinsamkeiten mit der Baureihe 124 (E-Klasse) sowie die 4-Ventil Motoren der neuen S-Klasse Baureihe 140. |      |
| 1996–2004 ca. 308.000 Stück                    | R 170                 | Erster Roadster (auch „Cabrio-Coupé“) mit festem, automatisch einklappbarem Metalldach (Vario-Verdeck) von Mercedes-Benz. Begründer einer neuen Klasse offener Fahrzeuge. Obwohl Peugeot in der Vergangenheit einer der ersten Anbieter dieser Technik war, führte Mercedes-Benz mit dem SLK diese Bauform in den 1990er Jahren erstmals wieder ein. „Cabrio-Coupés“ führte Peugeot erst einige Zeit nach Einführung des SLKs wieder ein. |      |
| 2001–2011 169.434 Stück                        | R 230                 | Fünfte Generation der SL-Klasse mit angedeuteten Doppelscheinwerfern. Statt des mitgelieferten Hardtops der Vorgängermodelle mit Stoffverdeck erstmals mit einem automatisch klappbarem Dach aus Metall (Vario-Verdeck) ausgestattet. Anfang 2008 folgte eine größere Überarbeitung. Markant ist dabei die neue Front, die durch Einzelscheinwerfer, eine neue Frontschürze und durch neu gestaltete Lufteinlässe verändert wurde. Die Heckansicht wurde durch neue Rückleuchten, einen Diffusoreinsatz in der Heckschürze sowie neu gestalteten Endrohren aufgefrischt. Nach einer Produktionszeit von rund zehn Jahren wird der R 230 im März 2012 vom R 231 abgelöst.            |      |
| 2004–2011                                      | R 171                 | Die zweite Generation der SLK-Klasse. Hat eine den Formel-1-Fahrzeugen nachempfundene Motorhaube. Der SLR hat eine ähnliche Motorhaube. Modellpflege 2008. |      |
| 2011–2020                                      | R 172                 | Dritte SLK-Klasse. Mit dem Facelift 2016 in SLC umbenannt. Das Design ist sowohl im Exterieur als auch im Interieur an das des Supersportwagens SLS AMG angelehnt. Mit der nunmehr dritten Generation halten diverse Assistenzsysteme Einzug in den SLK. Ab 2012 war erstmals auch ein Dieselmotor erhältlich. |      |
| 2012–2020                                      | R 231                 | Sechste Generation der SL-Klasse. Erstmals mit einer beinahe vollständig aus Aluminium bestehenden Karosserie. |      |
| seit 2021                                      | R 232                 | Siebte Generation der SL-Klasse. Komplett bei AMG entwickelt. |      |
| seit 2024                                      | PureSpeed             | Der PureSpeed basiert auf dem R 232. Er ist das erste Modell der sogenannten Mythos-Serie des Herstellers. Statt einer Windschutzscheibe hat er ein Halo-System. |      |
| Sportwagen                                     |                       | |      |
| 1954–1963 3258 Stück                           | W 198                 | Unter der Bezeichnung Mercedes-Benz 300 SL „Gullwing“ als legendärer Sportwagen bekannt. Erst als Coupé mit Flügeltüren, später als Roadster erhältlich. Galt seinerzeit als einer der „Traumwagen“ schlechthin. |      |
| 1998–1999                                      | Mercedes-Benz CLK GTR | Dieser Supersportwagen wurde zur Homologation des gleichnamigen Rennwagens 25 mal verkauft. |      |
| 2003–2009                                      | C 199 R 199 Z 199     | Der Mercedes-Benz SLR McLaren ist ein von der Daimler AG und McLaren entwickelter auf 3500 Exemplare limitierter Supersportwagen. Seit Juli 2006 auch erhältlich als auf 150 Stück limitierte, von 460 kW (625 PS) auf 478 kW (650 PS) leistungsgesteigerte und leicht modifizierte Edition 722. |      |
| 2010–2014                                      | C 197 R 197           | Supersportwagen von AMG, optisch angelehnt an den legendären 300 SL. Die Roadsterversion folgte im Herbst 2011. |      |
| 2014–2021                                      | C 190 R 190           | Der Mercedes-AMG GT ist ein Gran-Turismo. Es handelt sich nach dem SLS AMG um das zweite von AMG eigenständig entwickelte Fahrzeug. Jeder Motor wird nach dem Motto „Ein Mann, ein Motor“ von einem Mitarbeiter im AMG-Werk in Affalterbach von Hand zusammengesetzt und mit einer entsprechenden Plakette mit seiner gravierten Unterschrift dokumentiert. Die Rohkarosse wird von ThyssenKrupp System Engineering in Weinsberg gefertigt und zugeliefert. Zusammengebaut wird das Fahrzeug im Mercedes-Benz Werk Sindelfingen. |      |
| seit 2022                                      | Mercedes-AMG One      | Der Mercedes-AMG One ist ein zweisitziger Supersportwagen, dessen Antriebseinheit aus dem Formel-1-Rennwagen Mercedes F1 W07 Hybrid stammt. Die ersten von insgesamt 275 Fahrzeugen sollen Mitte 2022 an Kunden ausgeliefert werden. |      |
| seit 2023                                      | C 192                 | Das Nachfolgemodell der Baureihe 190 wird nur noch als Coupé angeboten. |      |
| Hochdachkombi                                  |                       | |      |
| 2001–2005 ca. 55.000 Stück                     | W 414                 | Verkaufsbezeichnung Vaneo. Auf Basis der A-Klasse gebauter Hochdachkombi. Er wurde zunächst als Minitransporter („Handwerkerfahrzeug“) konzipiert. Mit Aufkommen der Familienvan-Mode wurde das Konzept bereits während der laufenden Entwicklung deutlich verändert, was die Entwicklungskosten in die Höhe trieb. Schließlich konnte das Fahrzeug die Ansprüche der typischen Mercedes-Benz-PKW-Kunden nicht erfüllen, während es als Minitransporter für den gewerblichen Einsatz deutlich zu teuer war. Das führte dazu, dass der Vaneo aufgrund geringer Verkaufszahlen nur von Februar 2001 bis Juli 2005 hergestellt wurde und ohne direktes Nachfolgemodell auskommen muss. |      |
| 2012–2021                                      | W 415                 | Verkaufsbezeichnung Citan. Auf Basis des Renault Kangoo gebauter Hochdachkombi. |      |
| seit 2021                                      | W 420                 | Verkaufsbezeichnung Citan. Erneut auf Basis des Renault Kangoo gebauter Hochdachkombi. Das Concept EQT gab einen Ausblick auf eine batterieelektrisch angetriebene Version der Baureihe. Eine PKW-Version wird als T-Klasse vermarktet. |      |
| Kompaktvan                                     |                       | |      |
| 2005–2011 ca. 700.000 Stück                    | T 245                 | Kompaktvan mit der Sandwich-Bauweise der A-Klasse, im Jahr 2005 neu vorgestellt. Als B-Klasse bezeichnet. |      |
| 2011–2018                                      | W 242 W 246           | Nachfolgemodell des T 245, jedoch ohne Sandwich-Bauweise. Besonderheiten sind der geringe Luftwiderstandsbeiwert von {\displaystyle c_{w}}-Wert=0,26, das neu entwickelte Doppelkupplungsgetriebe, das radargestützte Kollisionswarnungssystem mit adaptivem Bremsassistenten und die Vierlenker-Hinterachse. Erster Mercedes-Benz überhaupt, der seit 2014 auch in einer rein elektrischen Variante angeboten wird. |      |
| seit 2018                                      | W 247                 | Auf dem Pariser Auto-Salon 2018 vorgestellt. |      |
| Sport Utility Vehicle                          |                       | |      |
| 1997–2005                                      | W 163                 | Als M-Klasse bekannt, wurde 1997 als SUV aus amerikanischer Produktion auf den Markt gebracht und begründete eine neue Fahrzeugklasse. Stand anfangs wegen der verwendeten Materialien im Innenraum in der Kritik. |      |
| 2005–2011                                      | W 164                 | Zweite M-Klasse als Nachfolgemodell des W 163. 2008 wurde das Modell überarbeitet. |      |
| 2005–2017                                      | W 251 V 251           | Die neue R-Klasse basiert auf der M-Klasse (W 164), ist mit einer Fahrzeuglänge von mehr als fünf Metern aber deutlich größer und bietet bis zu sieben Personen in drei Sitzreihen Platz. Die R-Klasse verfügt über Allradantrieb, ist jedoch ein bedingt geländegängiges Fahrzeug, welches gehobenen Kundenansprüchen genügen soll. Im Oktober 2012 wurde die Produktion größtenteils eingestellt; einzig verbliebener, belieferter Markt ist der chinesische. |      |
| 2006–2012                                      | X 164                 | Die GL-Klasse ist eine völlig neue Modellgeneration auf Basis der 2005 vorgestellten M-Klasse. Sie hat keinen Leiterrahmen-Aufbau mehr und ist auch als Siebensitzer erhältlich. Die Länge wuchs gegenüber dem Vorgänger um ca. 40 cm auf über fünf Meter Gesamtlänge. Hauptsächliches Absatzgebiet sollen die USA sein. Der GL ist langfristig als Nachfolger des legendären W 463 gedacht, der aber auf Grund der hohen Nachfrage bis mindestens 2015 bei Magna Steyr in Österreich weitergebaut werden soll. |      |
| 2008–2015                                      | X 204                 | GLK-Klasse, auf der C-Klasse (Baureihe 204) basierender kompakter Geländewagen unterhalb der M-Klasse. Mitte 2012 erfuhr die GLK-Klasse eine Überarbeitung. |      |
| 2011–2018                                      | W 166                 | Dritte Generation der M-Klasse als Nachfolgemodell des W 164. Erstmals mit dem bekannten 2,1 Liter großen Vierzylinder-Dieselmotor (OM 651) lieferbar. |      |
| 2012–2019                                      | X 166                 | zweite Generation der GL-Klasse als Nachfolgemodell des X 164. |      |
| 2013–2020                                      | X 156                 | Kompakt-SUV auf Basis des W 176. |      |
| 2015–2022                                      | X 253                 | Nachfolgemodell des GLK |      |
| seit 2018                                      | V 167                 | Zweite Generation des GLE, wurde auf dem Pariser Auto-Salon 2018 vorgestellt. |      |
| 2019–2023                                      | N 293                 | Erstes elektrisch angetriebenes SUV von Mercedes-Benz. |      |
| seit 2019                                      | X 247                 | Siebensitziges SUV auf Basis der A-Klasse (Baureihe 177). |      |
| seit 2019                                      | X 167                 | Zweite Generation des GLS |      |
| seit 2020                                      | H 247                 | Kompakt-SUV auf Basis des W 177 und Nachfolgemodell des X 156. |      |
| seit 2021                                      | H 243                 | Elektrisch angetriebenes SUV auf Basis des H 247. Das Konzeptfahrzeug Concept EQA war kein SUV. |      |
| seit 2021                                      | X 243                 | Elektrisch angetriebenes SUV auf Basis des X 247 mit der Antriebstechnik des EQA. |      |
| seit 2022                                      | X 296                 | Elektrisch angetriebenes SUV auf Basis der Fließhecklimousine V 297. |      |
| seit 2022                                      | X 254                 | Zweite Generation des GLC |      |
| seit 2022                                      | X 294                 | Elektrisch angetriebenes SUV auf Basis der Stufenhecklimousine V 295. |      |
| Geländewagen                                   |                       | |      |
| 1979–2018                                      | W 460 W 461           | Das G-Modell wurde in einer Kooperation von Daimler-Benz und Steyr-Daimler-Puch entwickelt und in Graz produziert. Wurde hauptsächlich für den Geländeeinsatz in verschiedenen Karosserievarianten konzipiert. Als Wolf auch als Militärfahrzeug erhältlich. |      |
| 1990–2018                                      | W 463                 | Überarbeitetes „Nachfolgemodell“ des G-Modells, neue Bezeichnung: G-Klasse. Gilt als luxuriöses Geländefahrzeug der Oberklasse. 2012 erfolgte die Einstellung der Produktion des G-Klasse-Dreitürers, Ende 2013 die des Cabriolets. |      |
| 2018–2024                                      | W 463                 | Zweite Generation der G-Klasse |      |
| seit 2024                                      | W 465                 | Dritte Generation der G-Klasse |      |
| Pick-up                                        |                       | |      |
| 2017–2020                                      | Type 470              | Der erste Pick-up von Mercedes-Benz teilt sich die Plattform mit dem Nissan Navara und dem Renault Alaskan. Die X-Klasse wurde 2017 vorgestellt. |      |
| Kleinbus                                       |                       | |      |
| 1996–2003                                      | W 638                 | Der W 638 wurde als Mercedes-Benz-Transporter unter dem Namen Vito verkauft, in der PKW-Sparte mit luxuriöserer Ausstattung als V-Klasse. Der Name Vito stammt von der spanischen Stadt Vitoria, in der die Modelle hergestellt werden. |      |
| 2003–2014                                      | W 639 V 639           | Die zweite Generation des Kleinbus wird ebenfalls als Transporter Vito verkauft. Die PKW-Variante heißt nun Viano. Erhielt 2010 eine Überarbeitung. |      |
| seit 2014                                      | W 447 V 447           | Die dritte Generation des Kleinbus wird ebenfalls als Transporter Vito verkauft. Die PKW-Variante heißt nun wieder V-Klasse. |      |
| Erprobungsfahrzeuge                            |                       | |      |
| 1969–1979                                      | C 111                 | Sportwagen mit Mittelmotor, Kunststoffkarosserie und Flügeltüren. Wurde als Experimentalfahrzeug mit Wankel-, Diesel- und Benzinmotor ausgerüstet und brach mehrere Geschwindigkeitsrekorde. |      |
| 1991                                           | C 112                 | Als Supersportwagen mit Mittelmotor konzipiert, begeisterte der C 112 viele Messebesucher, ging jedoch nie in Serienproduktion. Erster Mercedes-Benz mit Active Body Control. |      |
| Historische Modelle bis 1945                   |                       | |      |
| 1928–1932                                      | W 06                  | Typen S / SS / SSK / SSKL, erste legendäre Sportwagen nach der Fusion, mit 6,8 – 7,1 l Hubraum, 6 Zylindern in Reihe und Kompressor |      |
| 1932–1939                                      | W 23 W 28 W 30        | Die Heckmotormodelle mit 1,3 – 1,7 l Hubraum und 4 Zylindern |      |
| 1931–1936                                      | W 15                  | Modell 170 mit 6-Zylinder-Motor von 1,7 l Hubraum |      |
| 1936–1943                                      | W 136                 | Modell 170 V mit 4-Zylinder-Motor von 1,7 l Hubraum, Produktion wurde nach dem Krieg wieder aufgenommen. |      |
| 1927–1933                                      | W 02                  | Das Modell 200, Typ „Stuttgart“ mit 2,0 l Hubraum und 6 Zylindern in Reihe |      |
| 1933–1937                                      | W 21                  | Die Modelle 200 und 230 mit 2,0 bzw. 2,3 l Hubraum und 6 Zylindern |      |
| 1937–1941                                      | W 143 W 153           | Das Modell 230 mit 2,3 l Hubraum und 6 Zylindern, Karosserie baugleich mit dem 260 D |      |
| 1929–1934                                      | W 11                  | Das Modell 260, Typ „Stuttgart“ mit 2,6 l Hubraum und 6 Zylindern in Reihe |      |
| 1937–1940                                      | W 138                 | Gleichzeitig mit dem Hanomag Rekord war das Modell 260 D erster Serien-Pkw mit Dieselmotor |      |
| 1933–1937                                      | W 18                  | Das Modell 290 mit 2,9 l Hubraum und 6 Zylindern in Reihe |      |
| 1937–1942                                      | W 142                 | Das Modell 320 mit 3,2 bzw. 3,4 l Hubraum und 6 Zylindern in Reihe |      |
| 1929–1933                                      | W 10                  | Die Modelle 350 und 370, Typ „Mannheim“ mit 3,5 bzw. 3,8 l Hubraum und 6 Zylindern in Reihe |      |
| 1933–1934                                      | W 19 W 22             | Das Modell 380, Typ „Mannheim“ mit 3,8 l Hubraum und 8 Zylindern in Reihe |      |
| 1928–1939                                      | W 08                  | Die Modelle 460 und 500, Typ „Nürburg“ mit 4,6 bzw. 5,0 l Hubraum und 8 Zylindern in Reihe |      |
| 1934–1944                                      | W 24 W 29             | Die Modelle 500 K und 540 K sind elegante Sportwagen mit 8-Zylinder-Reihenmotoren von 5,0 bzw. 5,4 l Hubraum und Kompressor |      |
| 1930–1943                                      | W 07 W 150            | Das Modell 770 „Großer Mercedes“ mit 7,7 l Hubraum und 8 Zylindern in Reihe |      |

## Musik
- Mercedes-Benz, Janis Joplin (1971)
- I fahr Daimler, Wolle Kriwanek (1981)
- Taxi, Deutsch-Österreichisches Feingefühl (1983) („I wart’ auf das Brummen von ei’m Mercedes-Diesel …“)
- Beamer, Benz and Bentley, Lloyd Banks (2010)
- Kein Benz, Cro (2011)
- CL500, Gzuz (2015)[7]